# Jean-Louis Antoine Alfred Gilly
Pour les articles homonymes, voir Gilly.
Jean-Louis Antoine Alfred Gilly (23 mai 1833, Anduze - 6 janvier 1896, Nîmes) est un prélat, évêque de Nîmes.

## Biographie
Après ses études au collège d'Alais (Alès) puis au grand séminaire de Nîmes il termine ses études à Rome. Il est ordonné prêtre le 22 décembre 1855. En 1857 il est nommé chapelain de Saint-Louis-des-Français et devient docteur en théologie et en droit canon. Il retourne à Nîmes en 1860 en qualité de professeur d'hébreu et d'histoire sainte au grand séminaire. Puis il est nommé directeur du petit séminaire de Beaucaire.  En 1885 il est vicaire  général de Louis Besson.
Il devient évêque de Nîmes en 1889 et le reste jusqu'à sa mort en 1896.
Il repose au cimetière Saint-Baudile de Nîmes.

## Ouvrages
- Notice sur la mère admirable de Bouquet (1864)
- La Science du langage (1865)
- Étude sur l'histoire ecclésiastique de Rohrbacher (1869)
- Érasme de Rotterdam, sa situation en face de l'Église et de la libre pensée (1879)
- Du Bon sens et de la haute raison (1892)
- De la Vie religieuse et des moyens de favoriser son épanouissement dans le monde et sa perfection dans le cloître (1894)é